# Нешри

Мевлана Мехмед Нешри (рођен око 1450-1520), који је познат и као Нешри (османски турски: نشري), био је османски историчар, истакнути представник ране османске историографије.

## Биографија
О Нешрију се зна врло мало, што сугерише да током свог живота није био велика књижевна личност. Тада се савремени извори позивају на њега са скромном титулом muderris (учитељ), што даље сугерише да није имао високу функцију. Био је сведок смрти Мехмеда II 1481. године и јаничарских нереда који су уследили након тога. Познат је као аутор универзалне историје Cosmorama или Cihan-Nümâ. Данас су сачувани само шести и завршни део овог дела. Вероватно га је завршио између 1487. и фебруара 1493.
Према историчару Полу Витеку, Нешри је свој рад заснивао на раном османском историјском раду Ашикпашазадеа,хронолошком списку средине 15. века и анонимној хроници с краја 15. века, спајајући три примарне историографске традиције тада популарне. Његов текст је постао главни извор за многе касније историчаре, и османске и европске.

## Дела
Његово најважније дело, Cihan-Nümâ, написано је као универзална историјска књига. Своје дело које се састоји од 6 поглавља, написао је око 1493. године Бајазиту II. Сачуван је само 6. део овог дела. У овом одељку је укратко обрађена предосманска турска историја.
Догађаје познате из његовог живота написао је у Cihan-Nümâ-и. Према информацијама добијеним из његовог дела, смрт Мехмеда II  се догодила 3. маја 1481. године. Сматра се да је он био у османском логору у Гебзеу када је Мехмед умро и да је био сведок догађаја који су се одиграли у Истанбулу после султанове смрти.
Нешри је углавном систематски спајао друге историјске изворе у Cihan-Nümâ- и и покушавао да догађаје напише у узрочно-последичној вези. Такође је први пут користио разне изворе јединствене за Бурсу и Караман. Догађаје је писао хронолошким редоследом и давао значај тачности извора које је користио. Његова публикација била је веома утицајна на историчаре његовог времена и после њега, а његово дело су каснији историчари попут Солакзаде Мехмета Хемдеми Ефендије и Мунечимбаши Ахмета често цитирали као извор.